# نمایش (فیلم ۱۹۷۰)
نمایش (انگلیسی: Performance) فیلمی در ژانر جنایی به کارگردانی نیکلاس روگ و دونالد کمل است که در سال ۱۹۷۰ منتشر شد. از بازیگران آن می‌توان به جیمز فاکس، میک جگر و آنیتا پالنبرگ اشاره کرد.